# Strut (canción de The Cheetah Girls)
«Strut» es el segundo sencillo de la banda sonora The Cheetah Girls 2, de la película homónima.

## Información
Se estrenó oficialmente en Radio Disney el 2 de junio de 2006. El sencillo fue lanzado oficialmente para descarga digital el 8 de agosto de 2006. El sencillo debutó en el puesto #60 en el Billboard Hot 100, convirtiéndose en su segundo sencillo a cuadro. La canción es su mayor éxito sólo considera que es su único punto más alto hasta la fecha, alcanzando un máximo de #53 en las listas de Billboard. A partir de septiembre de 2006, ha vendido más de 52 000 ejemplares.

### Lista de canciones
1. «Strut»
2. Entrevista exclusiva con Radio Disney
3. The Cheetah Girls 2 Trailer (video, sólo disponible en iTunes)

## Video musical
No se rodó un vídeo ya que se utilizó el de la película The Cheetah Girls 2, para promover esta.

## Posicionamiento
| Año  | Listas                                        | Posición |
| ---- | --------------------------------------------- | -------- |
| 2006 | U.S. Billboard Hot 100                        | 53       |
| 2006 | U.S. Billboard Pop 100                        | 44       |
| 2006 | U.S. Billboard Bubbling Under Hot 100 Singles | 7        |
| 2006 | U.S. Billboard Hot Digital Songs              | 30       |
| 2006 | U.S. Billboard Hot Digital Tracks             | 26       |
| 2010 | iTunes Italia Soundtracks Songs               | 92       |
| 2010 | iTunes Portugal Soundtracks Songs             | 80       |

## Trivia
- Un hombre desconocido canta en la canción y también en el video musical. Hasta la puesta en libertad de The Cheetah Girls 2 nunca se le acreditó, o incluso darle un nombre. Sin embargo, simplemente figura como "Ángel" en el folleto interior de The Cheetah Girls 2.
- Este fue el seguimiento adjetivo única forma para que las partes se acaba de comenzar, y fue el único de mayor éxito aún, y, sin embargo, fue rápidamente seguida por "Step Up".
- Aunque actuando en el Disney Channel Games, que acortó la canción. La canción inició con la apertura de sus líneas de la canción con exclusión de Raven-Symoné, y antes del segundo coro que añade una breve mezcla la danza. El resto de la canción fue intacta.